# Cost Per Thousand
A Cost Per Thousand (CPT) rendszert szokás Cost Per Mille (CPM) néven is emlegetni. A thousand angolul, a mille latinul jelent ezret. A CPT egy gyakran használt hirdetéselszámolási rendszer, amelynek alapkérdése, hogy mennyibe kerül egy hirdetés eljuttatása rádión, televízión, nyomtatott sajtón vagy interneten keresztül ezer fogyasztóhoz. Arra használják, hogy kiszámolják egy tömegkommunikációs eszközön továbbított reklám relatív hasznosságát.

## Kiszámítás
Egy példa egy hirdetés CPT-jének kiszámolására:
1. Egy hirdetés 3 millió forintért jelenik meg összesen.
2. 2,4 millióan látják
3. A CPT kiszámítása: CPT = (3 000 000 Ft x 1000)/2 400 000 = 1250 Ft
4. Egy másik kiszámítási mód lehet: CPT = 3 000 000 Ft/(2 400 000/1000) = 1250 Ft

## Példák
- Az internetes hirdetési piacon a 20 amerikai dolláros CPT azt jelenti, hogy bannerünket 1000 oldalletöltésnél fogják megjeleníteni.
- Miközben a Super Bowl idején van a legmagasabb ára egy reklámszpotnak az Amerikai Egyesült Államokban, ennek van a legtöbb nézője is minden évben. Ezért elméletben elképzelhető lenne, hogy CPT-je hasonló legyen egy kisebb nézettségű műsoréhoz. (A valóságban maga a Super Bowl mint esemény olyan nagy értékkel él a hirdetők számára, hogy egy normál prime time hirdetés árának kétszeresét is kifizetik ezért.